# Miolepidocyclina
Miolepidocyclina es un género de foraminífero bentónico de la familia Miogypsinidae, de la superfamilia Rotalioidea, del suborden Rotaliina y del orden Rotaliida. Su especie tipo es Orbitoides (Lepidocyclina) burdigalensis. Su rango cronoestratigráfico abarca desde el Aquitaniense hasta el Burdigaliense inferior (Mioceno inferior).

## Clasificación
Miolepidocyclina incluye a las siguientes especies:
- Miolepidocyclina banneri †
- Miolepidocyclina burdigalensis †
- Miolepidocyclina ecuadorensis †
- Miolepidocyclina japonica †
- Miolepidocyclina panamensis †